# 廖廷相

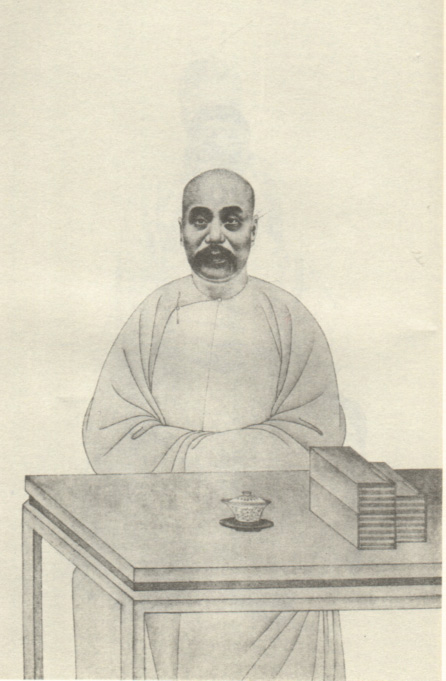
《清代学者象传》之廖廷相

廖廷相（1842年—1897年），字子亮，一字泽群，广东南海县人。晚清学者。

## 生平
光绪二年（1876年）进士，改翰林院庶吉士，散馆授编修，充国史馆协修。假归，不再复出，活跃于当地，曾担任水陆师学堂总办、惠济义仓总理、南海保良局总理，以及金山、羊城书院、应元、广雅书院山长，还曾主学海堂及菊坡精舍十余年。

## 著作
廷相少师番禺陈澧，深谙经学，于音韵之学造诣尤深。其精研三礼，著有《三礼表》。居京师期间，撰有《顺天人物志》六卷。有《粤东水道分合表》二卷，分析粤东水道源流派别。还有《经说》、《韵学》、《金石考略》、《诸史扎记》以及文集若干卷。